# Al Matammah (huyện)
Huyện Al Matammah là một huyện thuộc tỉnh Al Jawf, Yemen. Đến thời điểm năm 2003, huyện này có dân số 28935 người